# High Enough
High Enough – ballada rockowa zespołu Damn Yankees, wydana w 1990 roku jako singel promujący album Damn Yankees.

## Powstanie i treść
Wspominając okoliczności powstania piosenki, Jack Blades powiedział, że pewnego dnia w mieszkaniu Tommy'ego Shawa, robiąc pranie, zaczął śpiewać do wymyślonej melodii słowa I don't want to hear about it anymore, it's a shame I've got to live without you anymore. Shaw zainteresował się tym, po czym muzycy zaczęli grać na pianinie i gitarze. Piosenka, wliczając tekst, powstała według Bladesa w 45 minut, a muzycy zadowoleni z efektu nagrali ją na kasetę. Następnie przedstawili ją Tedowi Nugentowi, który dograł partie gitarowe. Po odrzuceniu piosenki przez Geffen Records, zespół zaprezentował demo Warner Bros. Records, które zdecydowało się w efekcie podpisać kontrakt z Damn Yankees.
Zdaniem Bladesa piosenka opowiada o tym, że nie chce się kogoś odstraszyć, kochając tę osobę. Podmiot liryczny spanikował, kiedy usłyszał po raz pierwszy od sympatii wyznanie miłosne i uciekł. Teraz pragnie przeprosić ukochaną i proponuje jej zapomnienie przeszłości.

## Odbiór
Piosenka zajęła trzecie miejsce na liście Hot 100 oraz 470. w zestawieniu wszech czasów listy za lata 1958–2018. W styczniu 1991 roku singel uzyskał w Stanach Zjednoczonych status złotej płyty.
| Lista             | Pozycja | Źródło |
| ----------------- | ------- | ------ |
| Kanada            | 12      | [ 5 ]  |
| Nowa Zelandia     | 24      | [ 6 ]  |
| Polska            | 4       | [ 7 ]  |
| Stany Zjednoczone | 3       | [ 2 ]  |
| Wielka Brytania   | 81      | [ 8 ]  |